# 海とあなたの物語たち
『海とあなたの物語たち』（うみとあなたのものがたりたち）は、未来玲可の1枚目のオリジナル・アルバム。1999年3月17日にフライトマスター（ポニーキャニオン）より発売された（規格品番：PCCA-01321）。

## 概要
デビューシングル「海とあなたの物語」から約4ヶ月後にリリース。
本作発売後に未来が歌手活動を引退したため、本作が最初で最後のアルバムとなった。

## 収録曲
| #         | タイトル                         | 作詞           | 作曲       | 編曲       | 時間  |
| --------- | -------------------------------- | -------------- | ---------- | ---------- | ----- |
| 1.        | 「海とあなたの物語」             | 小室哲哉・MARC | 小室哲哉   | 小室哲哉   | 4:34  |
| 2.        | 「DOWN TO EARTH」                | MARC           | 久保こーじ | 久保こーじ | 5:25  |
| 3.        | 「ONE MORE CHANCE」              | MARC           | 岡田実音   | 藤田宜久   | 6:01  |
| 4.        | 「Please tell me...」            | MARC           | 藤田宜久   | 藤田宜久   | 4:11  |
| 5.        | 「cherish way」                  | MARC           | 松本零士   | 松本零士   | 4:24  |
| 6.        | 「裸のココロ」                   | HIROSHI        | 住吉中     | 松尾和博   | 5:06  |
| 7.        | 「ONE SIDED LOVE」               | MARC           | 木根尚登   | 溝口和彦   | 4:41  |
| 8.        | 「all my love」                  | MARC           | 岡田実音   | 松本零士   | 4:43  |
| 9.        | 「夢をつかまえた人 (Album MIX)」 | 久保こーじ     | 久保こーじ | 久保こーじ | 5:17  |
| 10.       | 「19 NINETEEN」                  | 小室哲哉       | 小室哲哉   | 溝口和彦   | 3:51  |
| 合計時間: | 合計時間:                        | 合計時間:      | 合計時間:  | 合計時間:  | 48:13 |

### 備考
- 海とあなたの物語

フジテレビ系月9ドラマ『じんべえ』主題歌
デビュー・シングル。
- DOWN TO EARTH

TOKYO NEWS 「週刊TVガイド」 CMソング
ミュージックビデオが制作されているが、ソフト化されていない。
- 夢をつかまえた人 (Album MIX)

デビュー・シングル「海とあなたの物語」のカップリング曲。
- 19 NINETEEN

内田有紀の4枚目のシングル「BABY'S GROWING UP」カップリング曲のカヴァー。

## クレジット

### 参加ミュージシャン
- Guitars : 松尾和博, 木村建
- Bass : 住吉中, 美久月千晴
- Drums : 阿部薫, 湊雅史, 江口信夫
- Keyboards : 小室哲哉, 久保こーじ, 旭純
- Chorus : 河合夕子, 斎藤妙子, 和田夏代子, 高尾直樹
- Chorus Arranged : 河合夕子
- Vocal Directed : 河合夕子, 清水彰彦

### スタッフ
- Produced : 小室哲哉, 久保こーじ
- Synthesizer Programming : 村上章久, 松本零士, 溝口和彦, 藤田宜久
- Equipment Technician : 岩佐俊秀, Susumu "ゴルゴ" Kasai
- MIxed : 伊東俊郎, 佐藤康夫
- Mastered : 鈴木浩二（ソニー・ミュージック信濃町スタジオ）
- Recorded : 伊東俊郎, 若公俊広, 石井達也, 小西賢治, 松谷秀次, 伊藤隆司